# L'immagine pubblica
L'immagine pubblica (The Public Image) è un romanzo di Muriel Spark del 1968. Il romanzo è stato finalista alla prima edizione del Booker Prize nel 1969.

## Trama
Ambientato a Roma, il romanzo narra di Annabel Christopher, attrice cinematografica a inizio carriera.  Annabel si cura della propria immagine con attenzione per proseguire nella propria carriera, riuscendo a mascherare la sua mancanza di talento. Ma non fa i conti col marito Frederick, che odia le manipolazioni della moglie e il suo inspiegabile successo, e per ciò pianifica la sua vendetta.

## Nella cultura di massa
Il romanzo ha ispirato il nome del gruppo musicale Public Image Ltd., formato da John Lydon nel 1978 in seguito allo scioglimento dei Sex Pistols.

## Edizioni
- Muriel Spark, L'immagine pubblica, Bompiani, 1974,  p. 154.